# 岐国公主

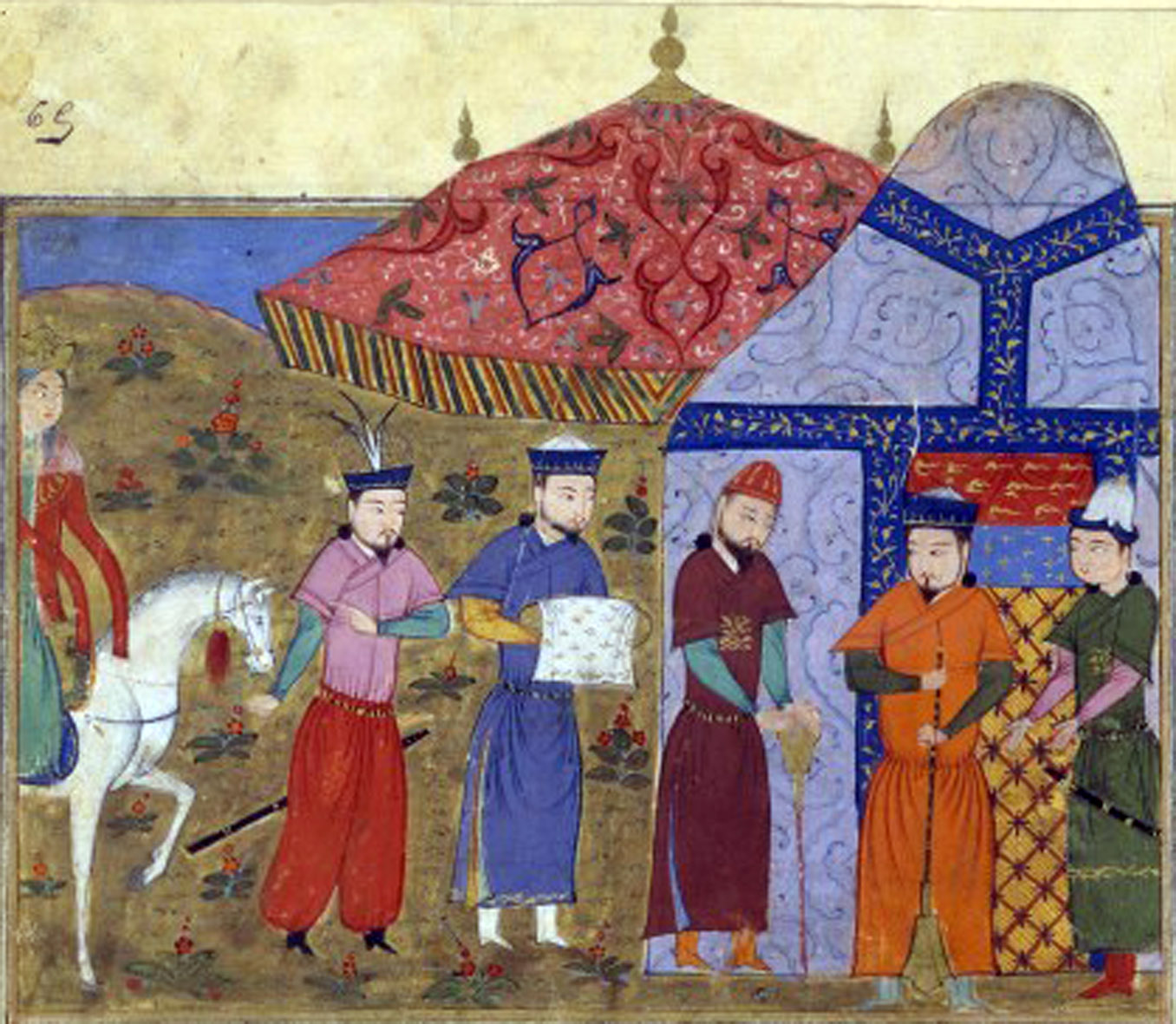
『集史』に描かれた岐国公主（画面左の馬上の人物）。金朝の宣宗とチンギス・カンの講和によりモンゴルに嫁いだ場面。

岐国公主（きこくこうしゅ、生没年不詳）は、モンゴル帝国の創始者チンギス・カンの側室の一人。第一次対金戦争の際に金朝が講和のためにチンギス・カンの妃として差し出した公主で、金朝の皇帝衛紹王の娘、梁王従恪の姉にあたる。
モンゴル側では岐国公主のことを「公主（gōngzhŭ）」が転訛したグンジ（モンゴル語: Güngji）という名前で呼んでいた。ペルシア語史料の『集史』でもグンジュ・ハトゥン／گونجو خاتون（gūnjū khātūn）と記されている。

## 概要
1211年に始まるモンゴル帝国の第一次金朝侵攻においてモンゴル軍は金軍を各所で破り、1215年（貞祐3年）には金朝の首都の中都が包囲される事態に陥った。包囲下の金朝朝廷の中では抗戦派の高琪と和議派の完顔福興（金朝の宗室）との間で激論が交わされ、結果としてモンゴル帝国との一時的な和議を求める完顔福興の案が採用された。そこで従兄の宣宗によって講和のために選ばれたのが彼女で、金朝の宗室の完顔合達の護衛の下岐国公主はチンギス・カンの下に送られ、これを以て和議の証としモンゴル軍は一時華北から引き上げた。
チンギス・カンの妃となった岐国公主は正夫人に次ぐ高い地位を与えられ、モンゴル帝国内では「グンジ」の名で知られた。これ以後の岐国公主の活動についてはほとんど知られていないが、『集史』「チンギス・カン紀」によるとアリクブケがカラコルムを治めていた頃まで存命であったという。